# Ludwik Idzikowski
Ludwik Idzikowski (ur. 24 sierpnia 1891 w Warszawie, zm. 13 lipca 1929 na wyspie Graciosa) – major pilot Wojska Polskiego, kawaler Orderu Virtuti Militari.

## Życiorys

### Młodość i I wojna światowa

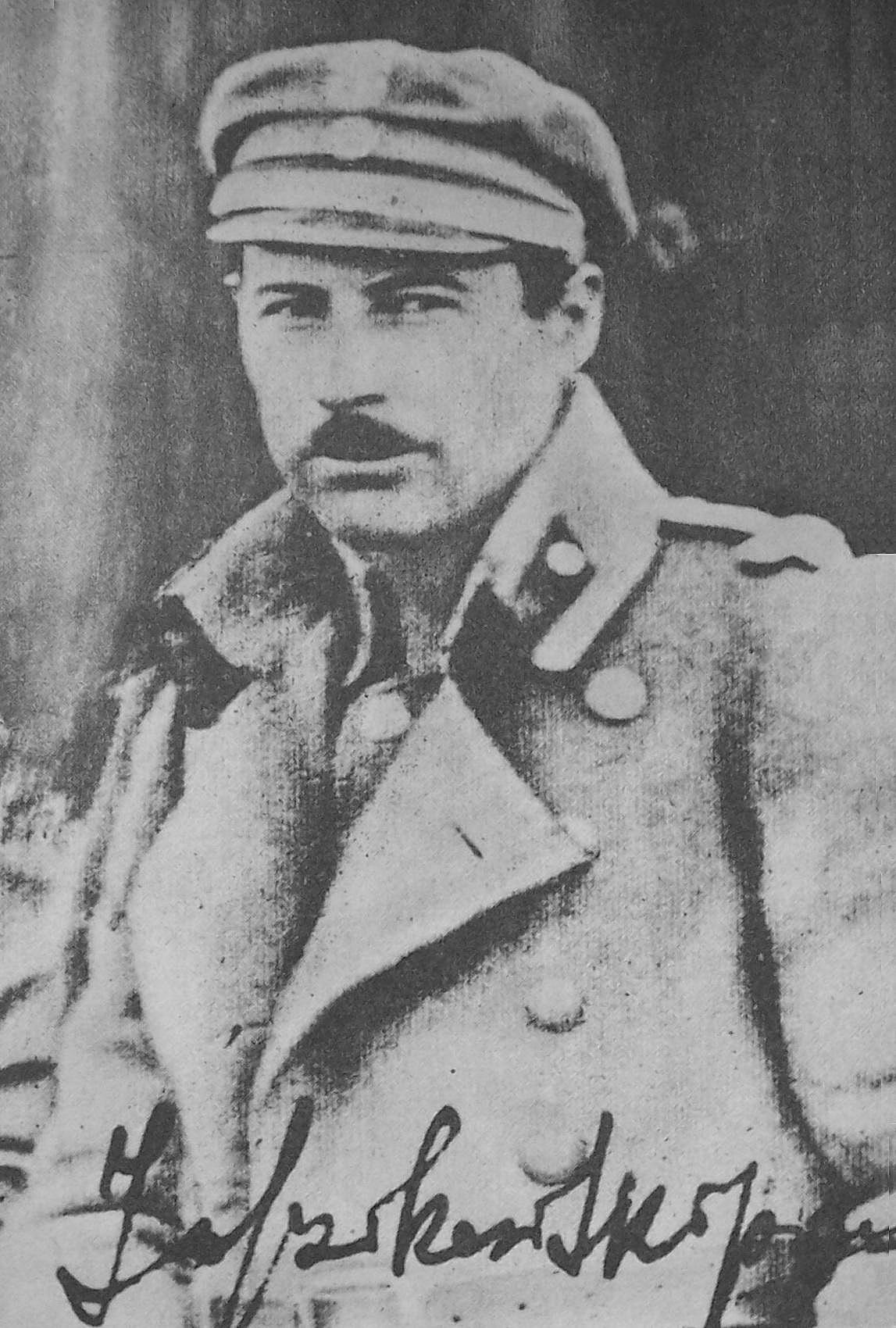
Ludwik Idzikowski w okresie służby wojskowej

Maturę uzyskał w 1912 w Korpusie Kadetów w Rosji, a studia podjął na wydziale górniczym w Liège w Belgii. Podczas I wojny światowej, w lipcu 1915 został powołany do armii rosyjskiej i skierowany do lotnictwa. Ukończył Szkołę Pilotów w Sewastopolu i w 1916 został skierowany do eskadry na front w stopniu chorążego, następnie otrzymał stopień oficerski. Po rewolucji październikowej w Rosji powrócił do Warszawy.

### Służba w Wojsku Polskim
W listopadzie 1918 wstąpił do nowo tworzonego Wojska Polskiego w stopniu podporucznika. W trakcie trwającej wojny polsko-ukraińskiej uczestniczył w stopniu porucznika w walkach lotniczych podczas obrony Lwowa. Od 1 czerwca 1919 latał bojowo podczas wojny polsko-bolszewickiej jako pilot, początkowo w 7 eskadrze myśliwskiej, składającej się głównie z amerykańskiego personelu, a później w 6 eskadrze wywiadowczej. Walczył m.in. w obronie Lwowa w 1919 i 1920. Po wojnie służył w 14 eskadrze lotniczej. Został awansowany do stopnia kapitana pilota ze starszeństwem z dniem 1 czerwca 1919. W listopadzie 1921 przeniesiono go do Wyższej Szkoły Pilotów w Grudziądzu, gdzie był instruktorem, dowódcą eskadry, a następnie zastępcą szefa pilotażu, do listopada 1923 jako oficer nadetatowy 2 pułku lotniczego. W 1924 był oficerem 1 pułku lotniczego. Następnie, przez kilka miesięcy pełnił służbę w Departamencie Lotnictwa Ministerstwa Spraw Wojskowych, po czym powrócił do latania w 1 pułku lotniczym. W sierpniu 1925 został dowódcą 11 eskadry lotniczej, a jesienią 1926 wyznaczony został na stanowisko dowódcy I dywizjonu lotniczego.
Z dniem 24 kwietnia 1926 został przeniesiony służbowo do Polskiej Misji Wojskowej Zakupów we Francji na okres czterech miesięcy. Testował w locie zakupione przez Polskę francuskie samoloty. 18 lutego 1928 został mianowany majorem ze starszeństwem z 1 stycznia 1928 roku i 8. lokatą w korpusie oficerów lotnictwa. W tym czasie pełnił służbę w Instytucie Badań Technicznych Lotnictwa, pozostając w ewidencji kadry oficerów lotnictwa.

### Próby lotu przez Atlantyk

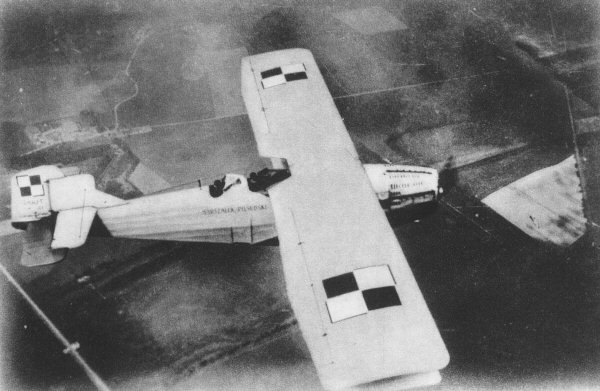
Amiot 123 „Marszałek Piłsudski”

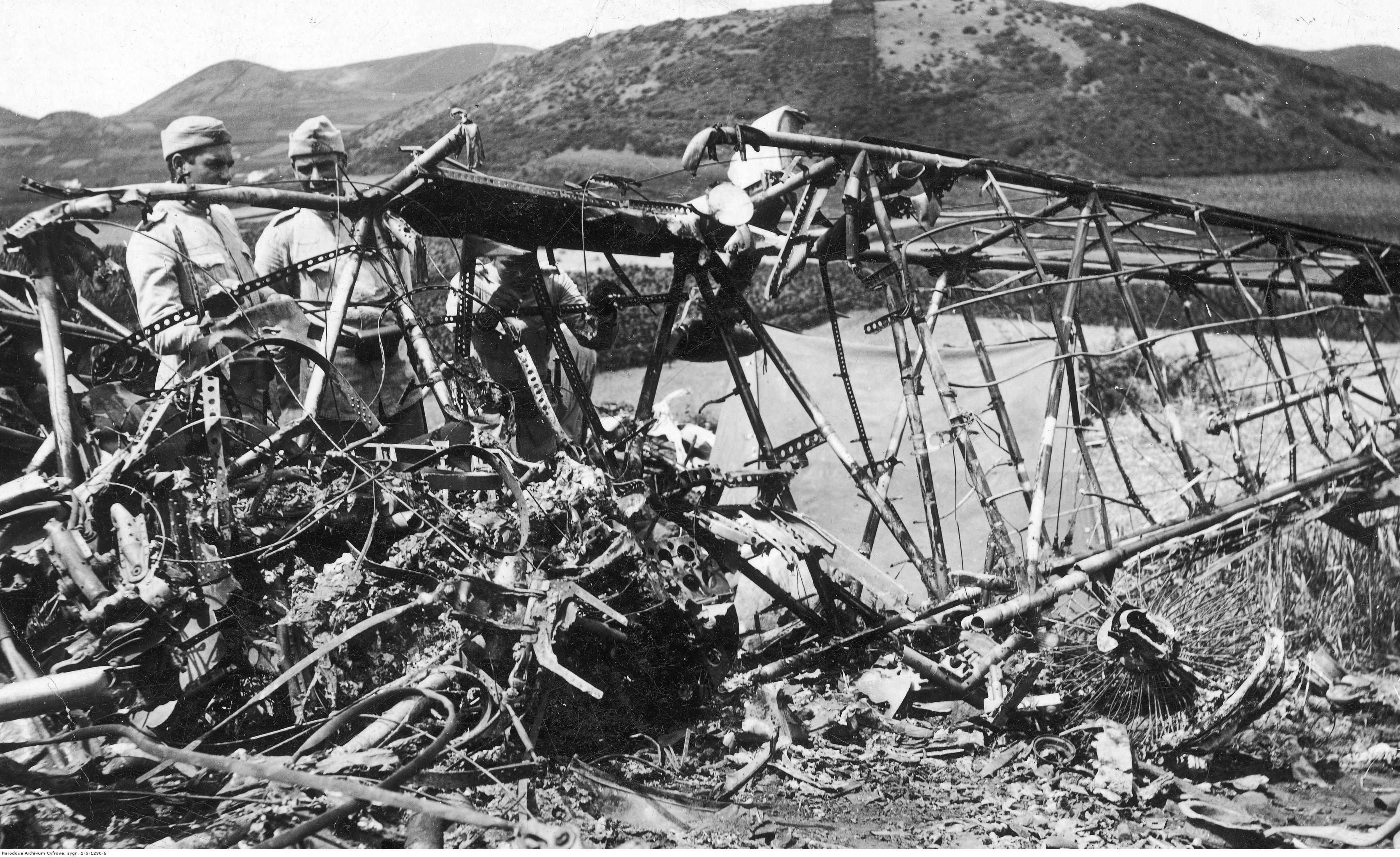
Wrak samolotu Amiot 123 na wyspie Graciosa

We Francji wysunął projekt dokonania pierwszego przelotu samolotem przez Atlantyk w trudniejszym kierunku zachodnim, przeciwnym do wiatrów. Do tej pory, próby takie nie powiodły się, a Atlantyk pokonano jedynie w kierunku wschodnim. Z uwagi na brak zainteresowania polskich władz wojskowych, Idzikowski czynił na własną rękę przygotowania do lotu na francuskim samolocie wypożyczonym z zakładów, z francuskim nawigatorem. Szef Departamentu Aeronautyki MSWojsk., płk Ludomił Rayski, odmówił mimo to zgody na lot. Na skutek jednak zainteresowania prasy planami Idzikowskiego, polskie władze państwowe i wojskowe podjęły ideę lotu przez Atlantyk i w tym celu zakupiono we Francji nowo skonstruowany samolot rajdowy Amiot 123 – odmianę bombowca, który otrzymał nazwę „Marszałek Piłsudski”. Do lotu wyznaczono Idzikowskiego i mjr. Kazimierza Kubalę jako nawigatora.
Pierwszą próbę przelotu podjęli oni 3 sierpnia 1928, o godz. 4.45, z lotniska Le Bourget pod Paryżem. Jednakże po przeleceniu ok. 3200 km, nad oceanem, przed osiągnięciem połowy drogi, załoga zauważyła spadający poziom oleju silnika, znamionujący pęknięcie zbiornika oleju. Polscy lotnicy zdecydowali zawrócić do Europy. Po 31 godzinach lotu od startu, kiedy olej w instalacji się skończył, Idzikowski zdecydował wodować obok napotkanego niemieckiego statku „Samos”, ok. 70 km od brzegu Hiszpanii. Marynarze uratowali załogę i wyciągnęli dźwigiem samolot, który jednak uległ znacznym uszkodzeniom.
Idzikowski i Kubala podjęli mimo to rok później kolejną próbę pokonania Atlantyku. W tym celu ze składek Polonii amerykańskiej zakupiono drugi egzemplarz samolotu Amiot 123, mający mocniejszy silnik i inne drobne ulepszenia. Samolot nazwano „Orzeł Biały” (według niektórych źródeł, także „Marszałek Piłsudski”). Do ponownego lotu wystartowali 13 lipca 1929, o godz. 3.45, z lotniska Le Bourget. Po przeleceniu 2140 km, nad oceanem, silnik samolotu zaczął zmniejszać obroty i wydawać trzaski. Załoga postanowiła lądować na wyspie Faial na Azorach. Z powodu nieregularnej pracy silnika, ok. godz 21 (19 czasu lokalnego), Idzikowski zdecydował jednak lądować na bliższej o 50 km skalistej wyspie Graciosa. Podczas awaryjnego lądowania na polu, samolot wpadł na niewidoczny wał z kamieni i skapotował. Samolot spłonął. W katastrofie poniósł śmierć Ludwik Idzikowski, natomiast Kazimierz Kubala odniósł niewielkie obrażenia. Przyczyną awarii silnika okazało się uszkodzenie łożyska reduktora.

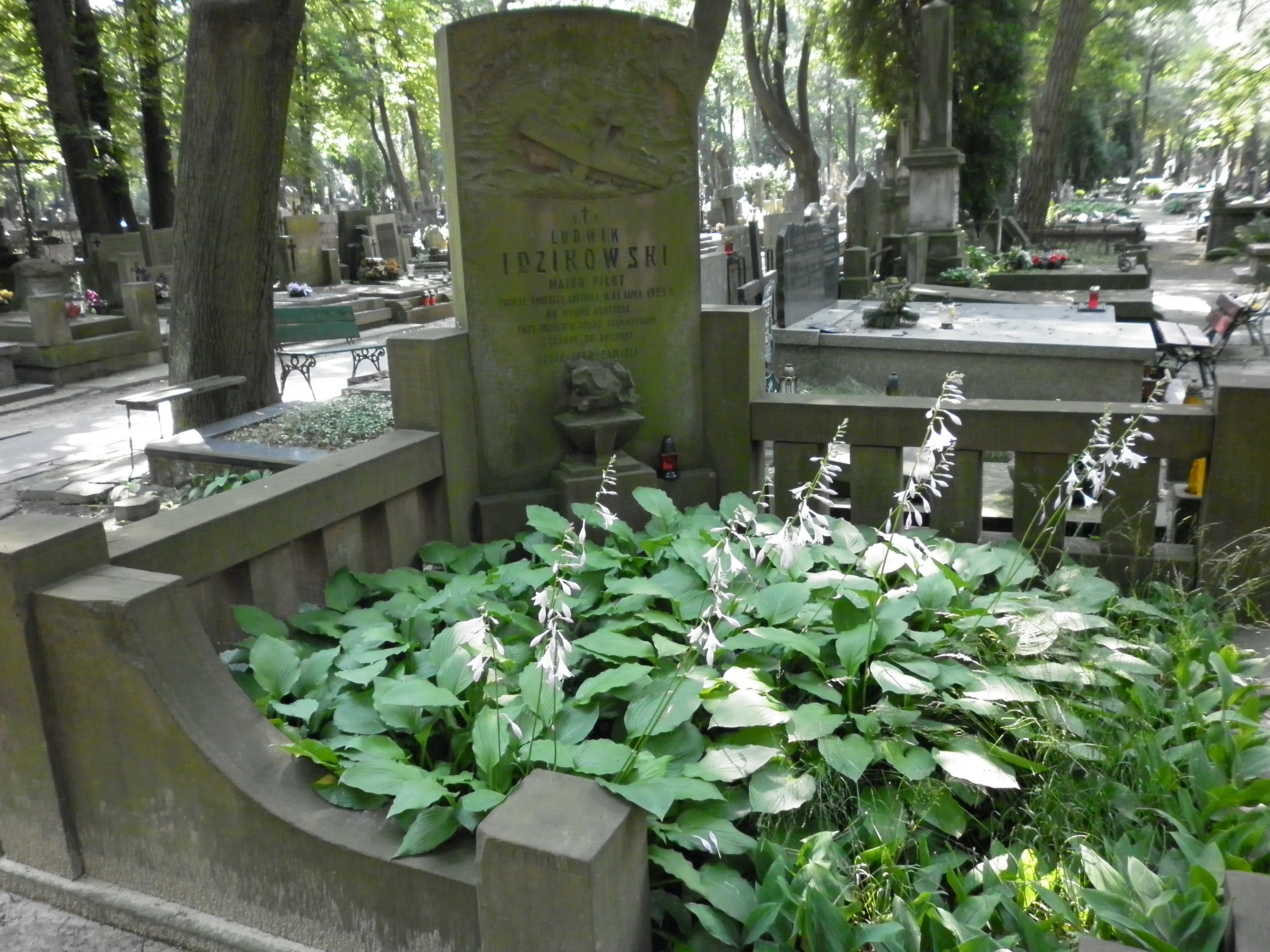
Grób Ludwika Idzikowskiego na cmentarzu Powązkowskim

Zwłoki majora Idzikowskiego zabrał 15 lipca polski żaglowiec ORP „Iskra”, który akurat w tym czasie tam przebywał, i przywiózł 17 sierpnia do Polski do portu Gdynia. Ludwik Idzikowski został pochowany 19 sierpnia 1929 na cmentarzu Powązkowskim w Warszawie (kwatera 77-2-1/2).

## Upamiętnienie
5 kwietnia 1938 na kopcu Józefa Piłsudskiego w Krakowie złożono ziemię z wyspy Graciosa, gdzie zginął Ludwik Idzikowski (do Polski przesłał ją tamtejszy gubernator w urnie, wykonanej z cylindra od silnika lotniczego, którą przekazano do Muzeum przy kopcu).
W Warszawie imieniem Idzikowskiego nazwana została ulica willowa łącząca Dolny i Górny Mokotów.

## Ordery i odznaczenia
- Krzyż Srebrny Orderu Wojskowego Virtuti Militari nr 8095 (27 lipca 1922)[19]
- Krzyż Oficerski Orderu Odrodzenia Polski (pośmiertnie)
- Krzyż Walecznych (dwukrotnie)[20]
- Złoty Krzyż Zasługi (31 sierpnia 1928)[21][20]
- Polowa Odznaka Pilota nr 29 (11 listopada 1928)[22]
- Złota Odznaka Honorowa Ligi Obrony Powietrznej i Przeciwgazowej I stopnia[23]